# Jacques Barrot
Jacques Barrot (3. února 1937, Yssingeaux, Francie – 3. prosince 2014) byl francouzský a evropský politik.

## Biografie
Od roku 2004 do února 2010 byl členem Evropské komise vedené José Barrosem. První čtyři roky byl komisařem pro dopravu, od roku 2008 byl komisařem pro spravedlnost. Od dubna 2004 byl krátce členem předchozí komise Romana Prodiho, kde byl zodpovědný za oblast regionální politiky.
V roce 2000 byl francouzským soudem uznán vinen v případě zneužití několika milionů eur z veřejných zdrojů jeho politickou stranou. Byl odsouzen k osmi měsícům vězení, ale vztahovala se na něj amnestie prezidenta Jacquese Chiraca.